# Leichtathletik-Europameisterschaften 2006/200 m der Männer

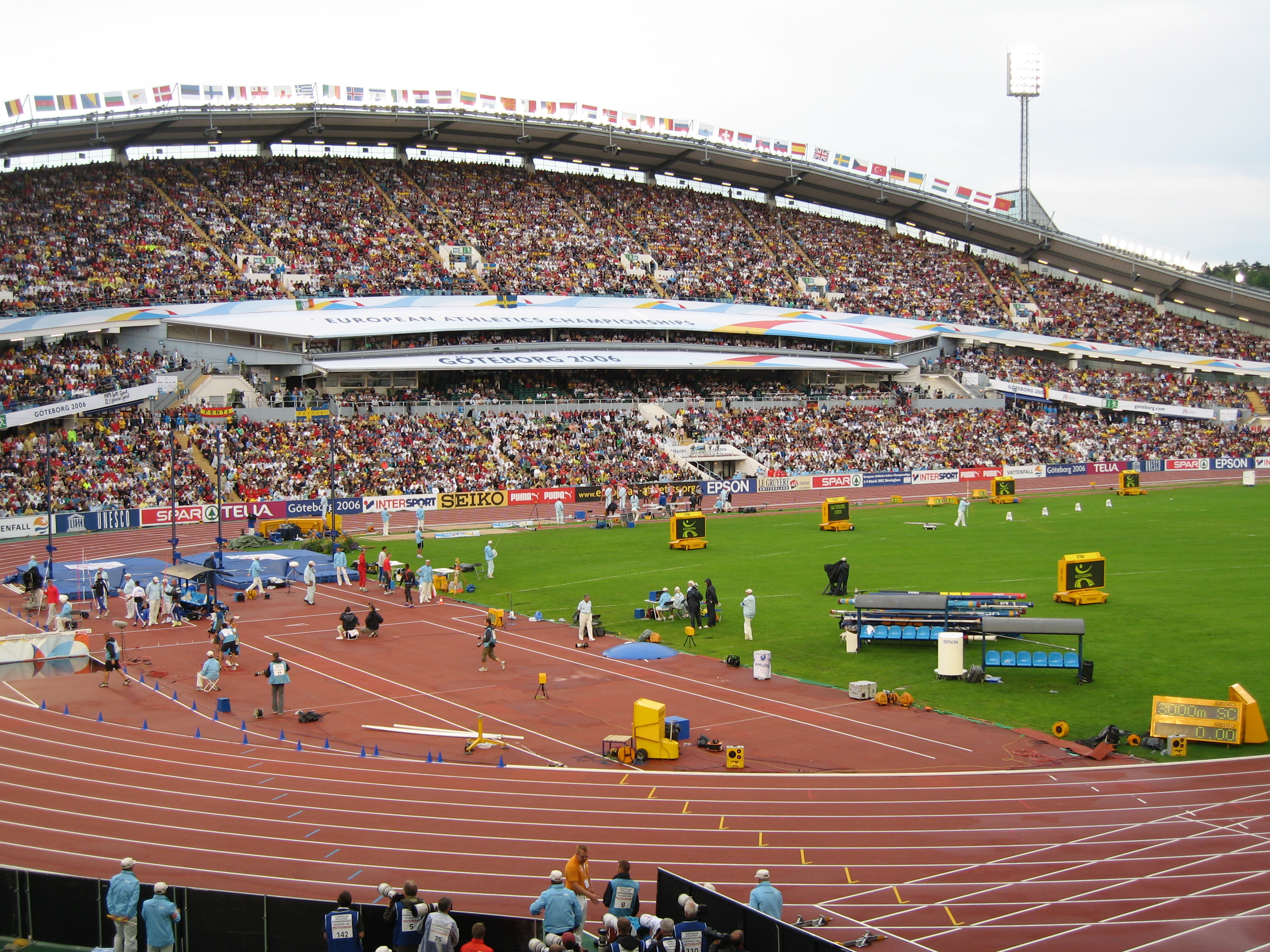
Das Ullevi-Stadion in Göteborg während der Europameisterschaften 2006

Der 200-Meter-Lauf der Männer bei den Leichtathletik-Europameisterschaften 2006 wurde am 9. und 10. August 2006 im Ullevi-Stadion der schwedischen Stadt Göteborg ausgetragen.
Europameister wurde der portugiesische EM-Zweite von 2002 Francis Obikwelu, der in der Vergangenheit über 100 Meter noch erfolgreicher war und hier zwei Tage zuvor bereits den 100-Meter-Titel errungen hatte. Rang zwei belegte der Schwede Johan Wissman. Bronze ging wie schon vor vier Jahren an den Briten Marlon Devonish.

## Rekorde

### Bestehende Rekorde
| Weltrekord           | 19,32 s | Michael Johnson       | OS Atlanta, USA         | 1. August 1996     |
| Europarekord         | 19,72 s | Pietro Mennea         | Mexiko-Stadt, Mexiko    | 12. September 1979 |
| Meisterschaftsrekord | 19,85 s | Konstantinos Kenteris | EM München, Deutschland | 9. August 2002     |

Der bestehende EM-Rekord wurde bei diesen Europameisterschaften nicht erreicht. Die schnellste Zeit erzielte der portugiesische Europameister Francis Obikwelu im Finale mit 20,01 s bei einem Rückenwind von 1,6 m/s, womit er sechzehn Hundertstelsekunden über dem Rekord blieb. Zum Europarekord fehlten ihm 29, zum Weltrekord 69 Hundertstelsekunden.

### Rekordverbesserungen
Im Finale am 10. August wurden bei einem Rückenwind von 1,6 m/s zwei neue Landesrekorde aufgestellt:
- 20,01 s – Francis Obikwelu, Portugal
- 20,38 s – Johan Wissman, Schweden

## Legende
Kurze Übersicht zur Bedeutung der Symbolik – so üblicherweise auch in sonstigen Veröffentlichungen verwendet:
| NR  | Nationaler Rekord                        |
| DNS | nicht am Start (did not start)           |
| DNF | Wettkampf nicht beendet (did not finish) |
| DSQ | disqualifiziert                          |

## Vorrunde
16. August 2006, 17:35 Uhr
Die Vorrunde wurde in sechs Läufen durchgeführt. Die ersten vier Athleten pro Lauf – hellblau unterlegt – sowie die darüber hinaus acht zeitschnellsten Läufer – hellgrün unterlegt – qualifizierten sich für das Viertelfinale.

### Vorlauf 1

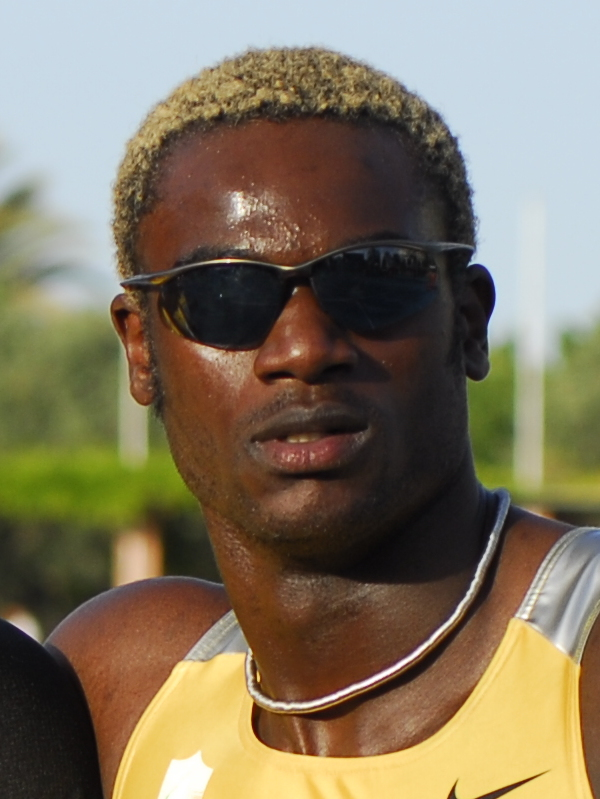
Koura Kaba Fantoni schied als Sechster seines Vorlaufs aus
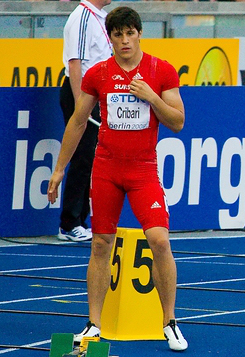
Marco Cribari erreichte mit seinen 21,16 s nicht die nächste Runde

9. August 2006, 11:10 Uhr
Wind: +1,7 m/s
| Platz | Name               | Nation        | Zeit (s) |
| ----- | ------------------ | ------------- | -------- |
| 1     | David Alerte       | Frankreich    | 20,58    |
| 2     | Kristof Beyens     | Belgien       | 20,61    |
| 3     | Ruslan Abbasov     | Aserbaidschan | 20,86    |
| 4     | Morten Jensen      | Dänemark      | 20,94    |
| 5     | Panayiótis Sarrís  | Griechenland  | 20,99    |
| 6     | Koura Kaba Fantoni | Italien       | 21,14    |
| 7     | Marco Cribari      | Schweiz       | 21,16    |

### Vorlauf 2
9. August 2006, 11:19 Uhr
Wind: +1,8 m/s
| Platz | Name               | Nation         | Zeit (s) |
| ----- | ------------------ | -------------- | -------- |
| 1     | Marlon Devonish    | Großbritannien | 20,53    |
| 2     | Sebastian Ernst    | Deutschland    | 20,67    |
| 3     | Eddy De Lépine     | Frankreich     | 20,70    |
| 4     | Paul Brizzel       | Irland         | 20,84    |
| 5     | Marcin Urbaś       | Polen          | 20,87    |
| 6     | Dmytro Hlushchenko | Ukraine        | 21,00    |
| 7     | Tommi Hartonen     | Finnland       | 21,22    |

### Vorlauf 3
9. August 2006, 11:28 Uhr
Wind: +0,5 m/s
| Platz | Name              | Nation         | Zeit (s) |
| ----- | ----------------- | -------------- | -------- |
| 1     | Iwan Tjoplych     | Russland       | 20,71    |
| 2     | Yordan Ilinov     | Bulgarien      | 20,80    |
| 3     | Rikki Fifton      | Großbritannien | 21,02    |
| 4     | Stefano Anceschi  | Italien        | 21,04    |
| 5     | Patrick van Luijk | Niederlande    | 21,05    |
| 6     | Johan Engberg     | Schweden       | 21,12    |
| DNS   | Ronald Pognon     | Frankreich     |          |

### Vorlauf 4
9. August 2006, 11:37 Uhr
Wind: −0,5 m/s
| Platz | Name                 | Nation       | Zeit (s) |
| ----- | -------------------- | ------------ | -------- |
| 1     | Anastasios Gousis    | Griechenland | 20,64    |
| 2     | Paul Hession         | Irland       | 20,81    |
| 3     | Alessandro Cavallaro | Italien      | 20,82    |
| 4     | Caimin Douglas       | Niederlande  | 20,97    |
| 5     | Marc Schneeberger    | Schweiz      | 21,06    |
| 6     | Vojtěch Šulc         | Tschechien   | 21,07    |

### Vorlauf 5
9. August 2006, 11:46 Uhr
Wind: −1,1 m/s
| Platz | Name             | Nation         | Zeit (s) |
| ----- | ---------------- | -------------- | -------- |
| 1     | Francis Obikwelu | Portugal       | 20,78    |
| 2     | Roman Smirnow    | Russland       | 20,92    |
| 3     | Guus Hoogmoed    | Niederlande    | 20,93    |
| 4     | Tim Abeyie       | Großbritannien | 21,03    |
| 5     | Josué Mena       | Spanien        | 21,09    |
| 6     | Jan Schiller     | Tschechien     | 21,12    |
| 7     | Gary Ryan        | Irland         | 21,14    |

### Vorlauf 6

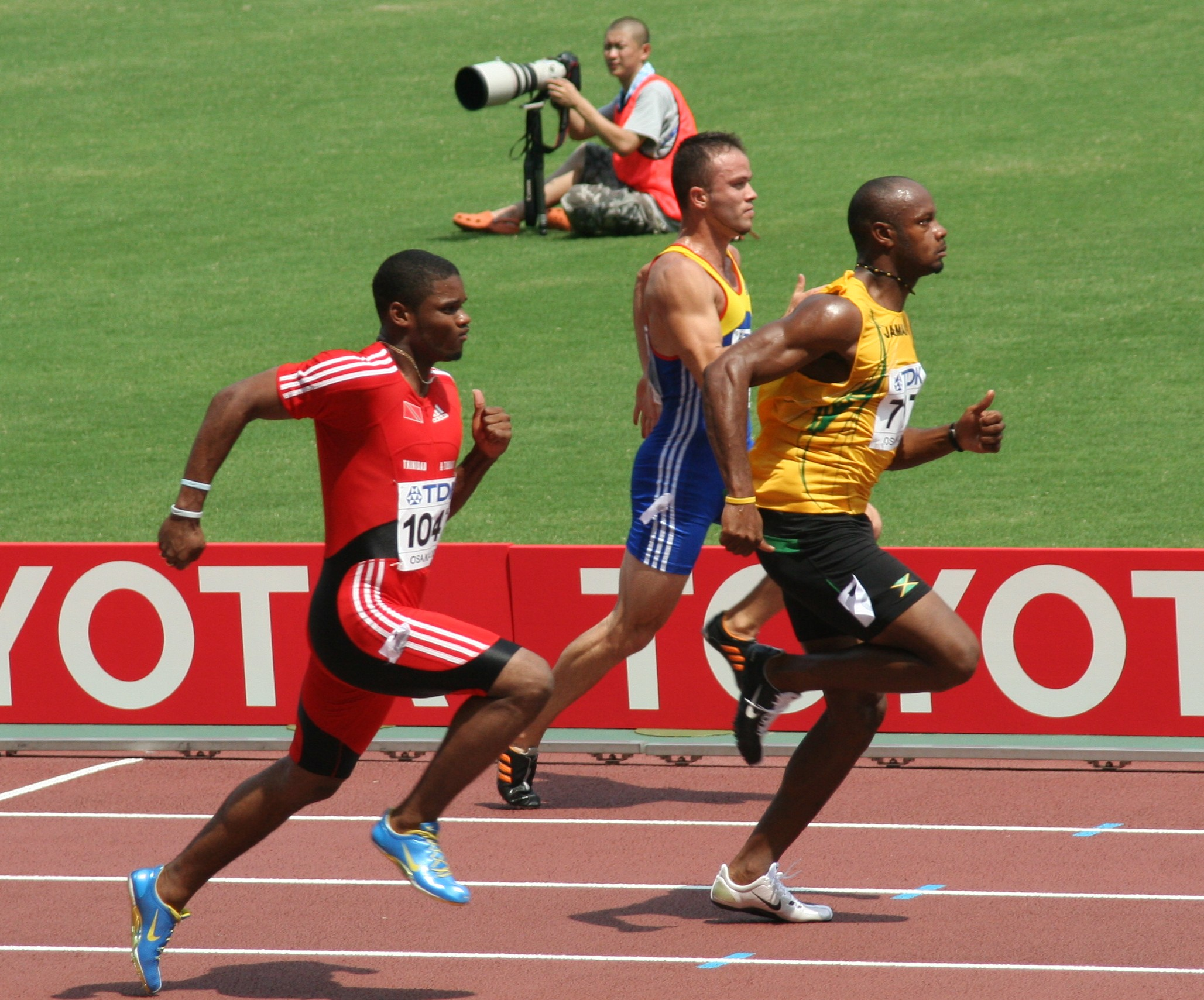
Florin Suciu (Mitte) wurde Sechster in seinem Vorlauf und schied damit aus

9. August 2006, 11:55 Uhr
Wind: +0,4 m/s
| Platz | Name                  | Nation      | Zeit (s) |
| ----- | --------------------- | ----------- | -------- |
| 1     | Johan Wissman         | Schweden    | 20,66    |
| 2     | Matic Osovnikar       | Slowenien   | 20,90    |
| 3     | Daniel Schnelting     | Deutschland | 20,90    |
| 4     | Jiří Vojtík           | Tschechien  | 20,91    |
| 5     | Daniel Abenzoar-Foule | Luxemburg   | 20,93    |
| 6     | Florin Suciu          | Rumänien    | 21,10    |
| 7     | Josip Šoprek          | Kroatien    | 21,55    |

## Viertelfinale
Aus den beiden Viertelfinalläufen qualifizierten sich die jeweils vier Athleten pro Lauf – hellblau unterlegt – qualifizierten sich für das Halbfinale.

### Viertelfinallauf 1

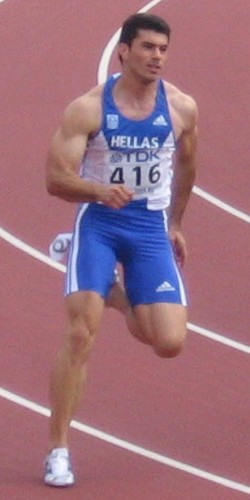
Für Panayiótis Sarrís reichte es mit 21,04 s nicht ins Halbfinale
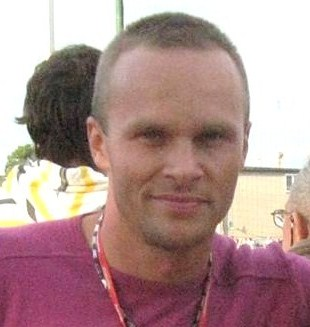
21,39 s waren für Marcin Urbaś zu wenig, um im Semifinale dabei zu sein
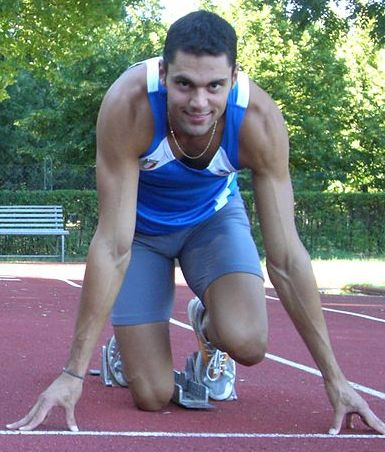
Stefano Anceschi wurde im ersten Viertelfinale disqualifiziert

9. August 2006, 19:35 Uhr
Wind: +0,6 m/s
| Platz | Name              | Nation         | Zeit (s) |
| ----- | ----------------- | -------------- | -------- |
| 1     | Marlon Devonish   | Großbritannien | 20,67    |
| 2     | Sebastian Ernst   | Deutschland    | 20,71    |
| 3     | Yordan Ilinov     | Bulgarien      | 20,76    |
| 4     | Guus Hoogmoed     | Niederlande    | 20,76    |
| 5     | Roman Smirnow     | Russland       | 20,93    |
| 6     | Panayiótis Sarrís | Griechenland   | 21,04    |
| 7     | Marcin Urbaś      | Polen          | 21,39    |
| DSQ   | Stefano Anceschi  | Italien        |          |

### Viertelfinallauf 2
9. August 2006, 19:42 Uhr
Wind: −0,1 m/s
| Platz | Name                  | Nation         | Zeit (s) |
| ----- | --------------------- | -------------- | -------- |
| 1     | David Alerte          | Frankreich     | 20,68    |
| 2     | Kristof Beyens        | Belgien        | 20,70    |
| 3     | Paul Hession          | Irland         | 20,80    |
| 4     | Jiří Vojtík           | Tschechien     | 20,90    |
| 5     | Daniel Abenzoar-Foule | Luxemburg      | 20,96    |
| 6     | Ruslan Abbasov        | Aserbaidschan  | 20,98    |
| 7     | Tim Abeyie            | Großbritannien | 21,17    |
| DNS   | Marc Schneeberger     | Schweiz        |          |

### Viertelfinallauf 3

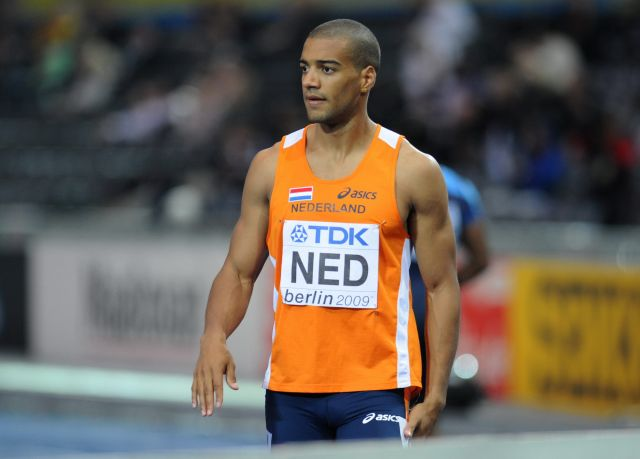
Patrick van Luijk schied mit 21,46 s im dritten Viertelfinale aus
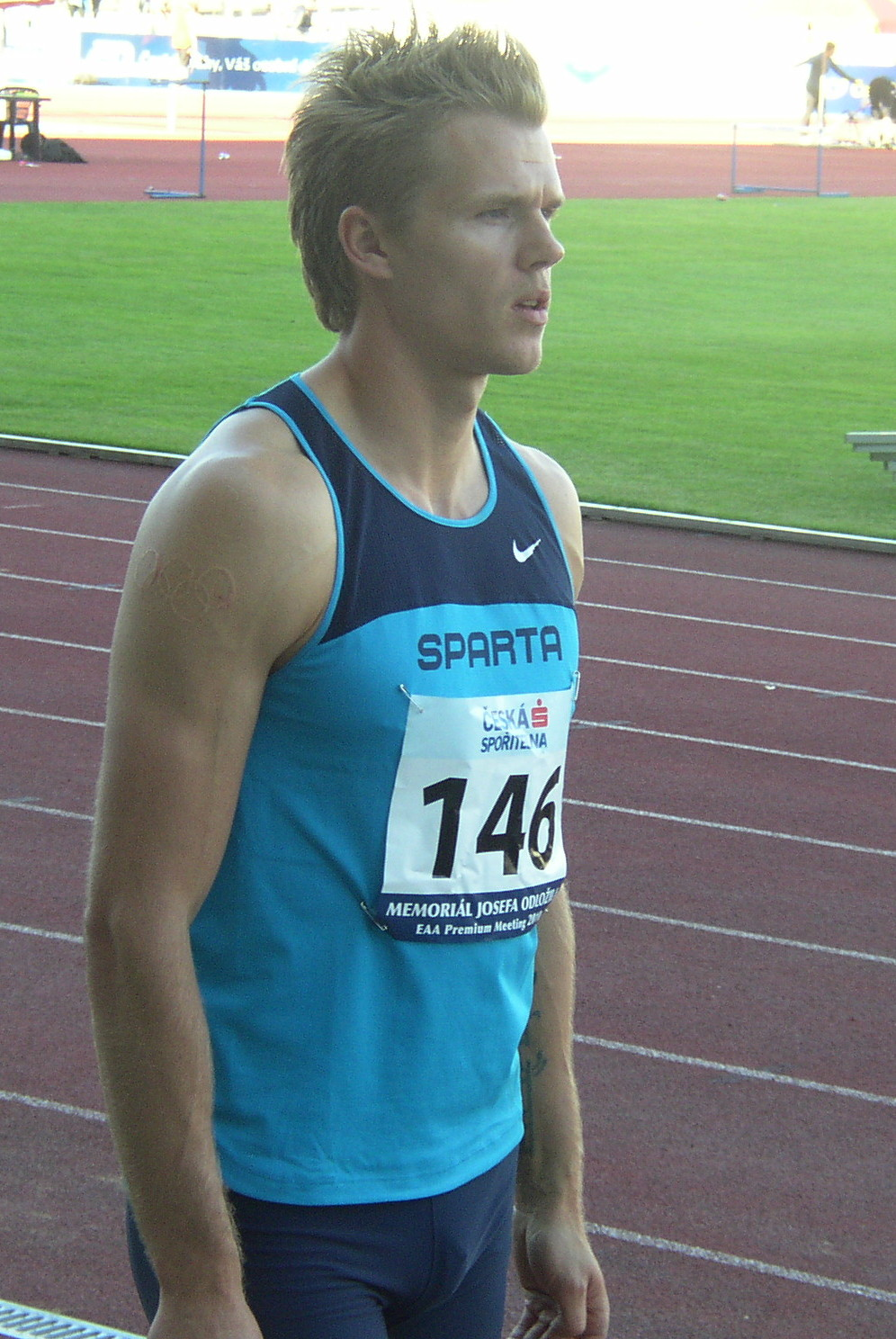
Für Morten Jensen war mit 21,46 s kein Weiterkommen ins Halbfinale möglich

9. August 2006, 19:49 Uhr
Wind: −0,5 m/s
| Platz | Name               | Nation         | Zeit (s) |
| ----- | ------------------ | -------------- | -------- |
| 1     | Johan Wissman      | Schweden       | 20,68    |
| 2     | Rikki Fifton       | Großbritannien | 20,72    |
| 3     | Iwan Tjoplych      | Russland       | 20,82    |
| 4     | Eddy De Lépine     | Frankreich     | 21,00    |
| 5     | Dmytro Hlushchenko | Ukraine        | 21,07    |
| 6     | Patrick van Luijk  | Niederlande    | 21,46    |
| 7     | Morten Jensen      | Dänemark       | 21,56    |
| DNS   | Daniel Schnelting  | Deutschland    |          |

### Viertelfinallauf 4

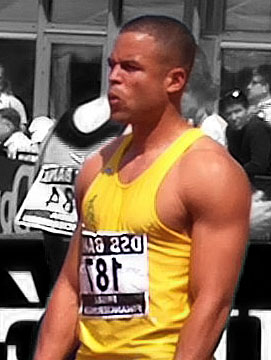
Caimin Douglas erzielte in seinem Viertelfinale 21,18 s und schied damit aus

9. August 2006, 19:56 Uhr
Wind: −0,7 m/s
| Platz | Name                 | Nation       | Zeit (s) |
| ----- | -------------------- | ------------ | -------- |
| 1     | Francis Obikwelu     | Portugal     | 20,58    |
| 2     | Anastasios Gousis    | Griechenland | 20,68    |
| 3     | Matic Osovnikar      | Slowenien    | 20,85    |
| 4     | Alessandro Cavallaro | Italien      | 20,91    |
| 5     | Josué Mena           | Spanien      | 21,09    |
| 6     | Caimin Douglas       | Niederlande  | 21,18    |
| 7     | Vojtěch Šulc         | Tschechien   | 21,24    |
| DNF   | Paul Brizzel         | Irland       |          |

## Halbfinale
Aus den beiden Halbfinalläufen qualifizierten sich die jeweils ersten vier Athleten – hellblau unterlegt – für das Finale.

### Lauf 1

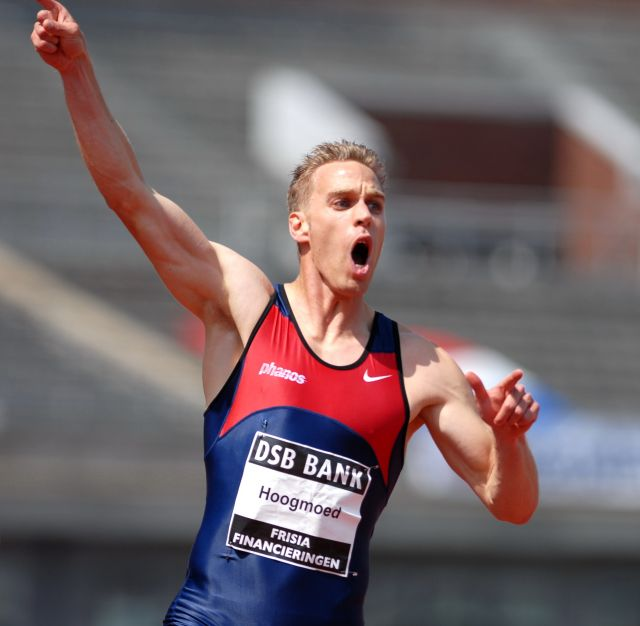
Als Fünfter seines Halbfinalrennens verpasste Guus Hoogmoed das Finale um einen Rang
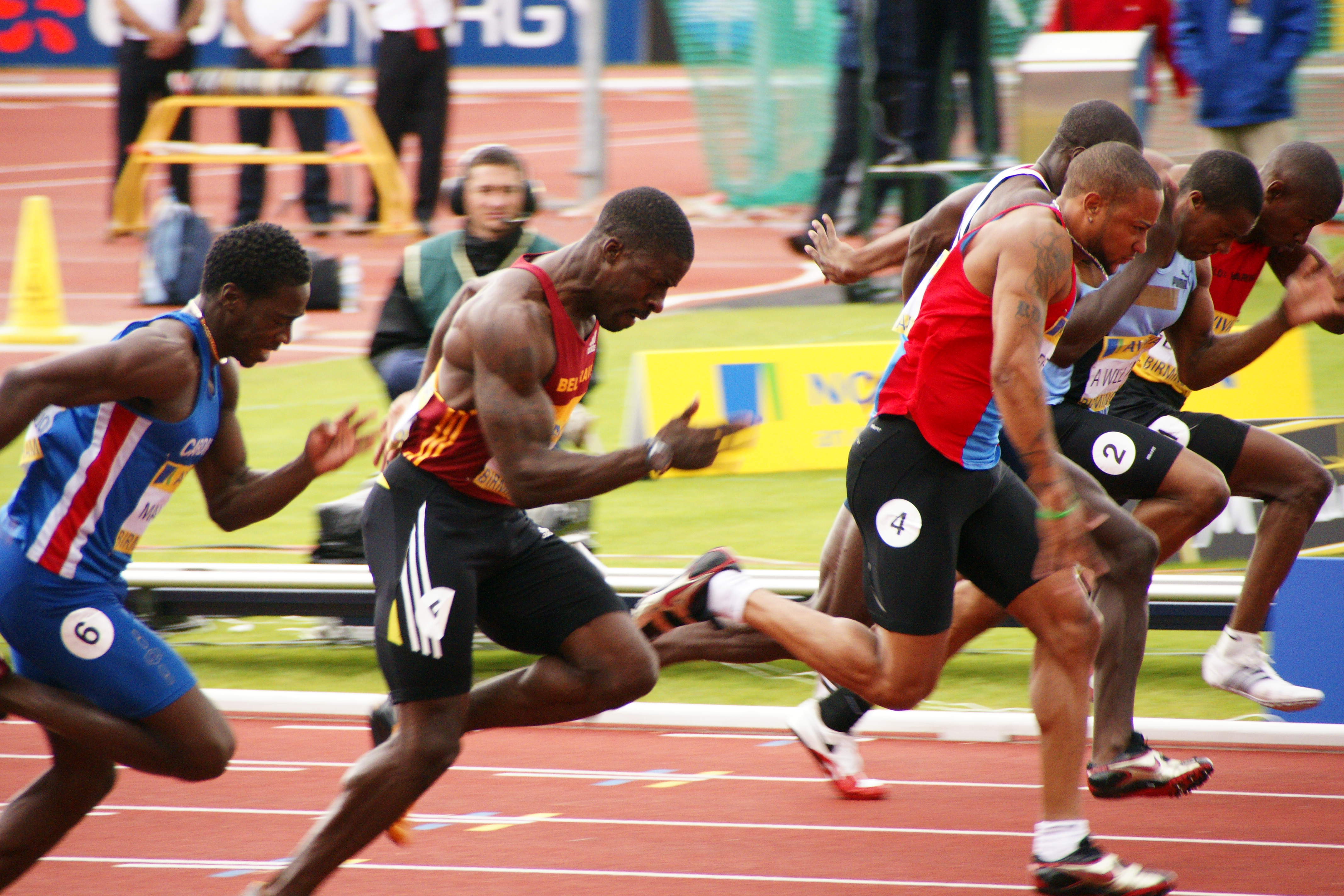
Rikki Fifton kam im ersten Semifinallauf auf den sechsten Platz und schied damit aus
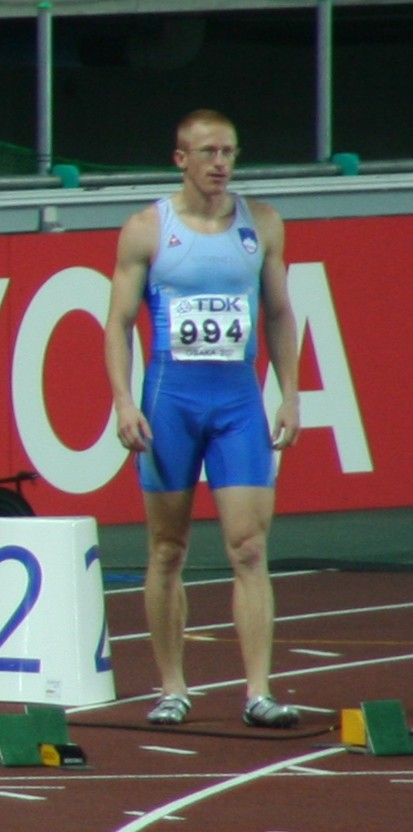
Matic Osovnikar, über 100 Meter im Endlauf, scheiterte hier im Halbfinale

10. August 2006, 19:15 Uhr
Wind: +1,1 m/s
| Platz | Name              | Nation         | Zeit (s) |
| ----- | ----------------- | -------------- | -------- |
| 1     | Francis Obikwelu  | Portugal       | 20,36    |
| 2     | Johan Wissman     | Schweden       | 20,38    |
| 3     | Eddy De Lépine    | Frankreich     | 20,70    |
| 4     | Anastasios Gousis | Griechenland   | 20,76    |
| 5     | Guus Hoogmoed     | Niederlande    | 20,80    |
| 6     | Rikki Fifton      | Großbritannien | 20,85    |
| 7     | Yordan Ilinov     | Bulgarien      | 21,00    |
| 8     | Matic Osovnikar   | Slowenien      | 21,08    |

### Lauf 2

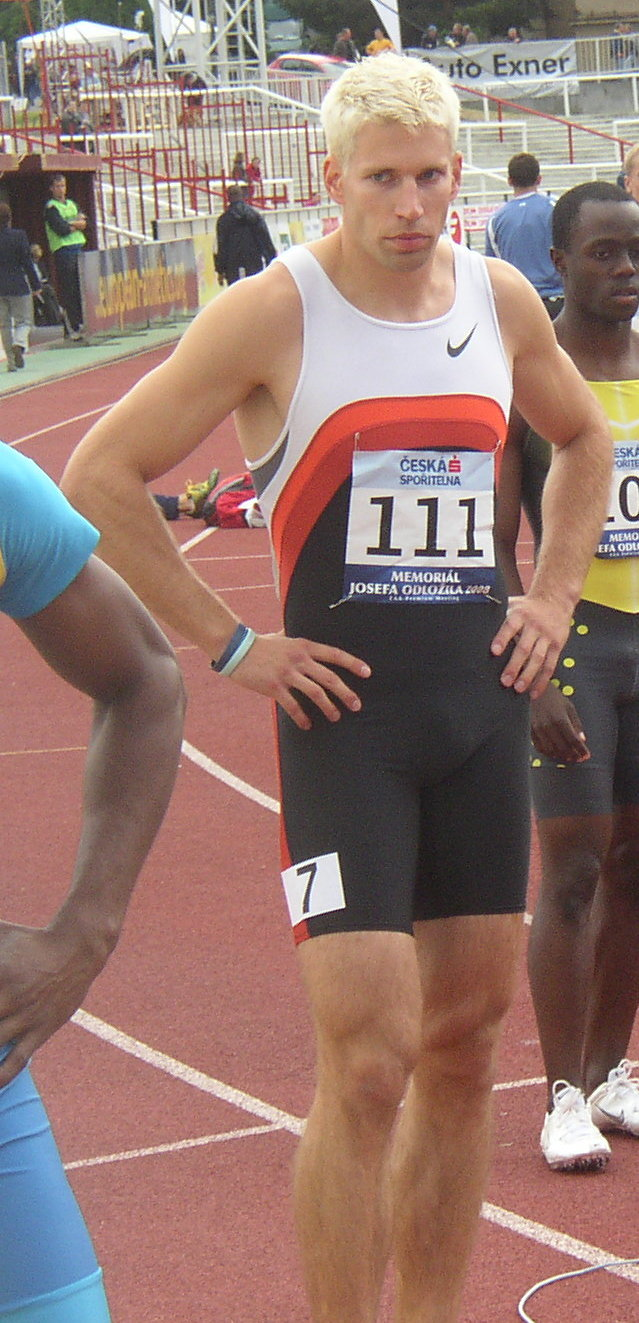
Jiří Vojtík fehlte eine Hundertstelsekunde zum Erreichen des Finales
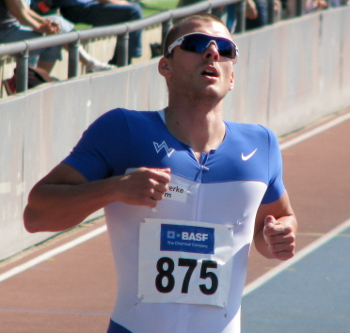
Sebastian Ernst belegte im zweiten Semifinallauf Rang sechs und schied damit aus
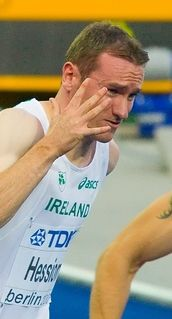
Für Paul Hession war als Siebter seines Laufs im Halbfinale Endstation
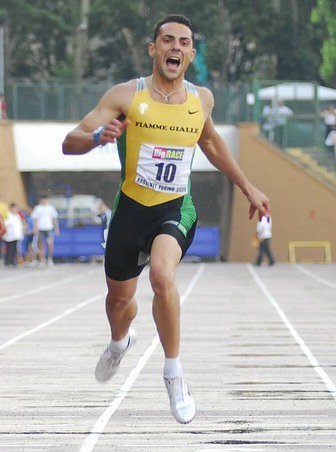
Alessandro Cavallaro wurde Achter im zweiten Semifinale

10. August 2006, 19:25 Uhr
Wind: +0,2 m/s
| Platz | Name                 | Nation         | Zeit (s) |
| ----- | -------------------- | -------------- | -------- |
| 1     | Marlon Devonish      | Großbritannien | 20,60    |
| 2     | Kristof Beyens       | Belgien        | 20,62    |
| 3     | David Alerte         | Frankreich     | 20,69    |
| 4     | Iwan Tjoplych        | Russland       | 20,82    |
| 5     | Jiří Vojtík          | Tschechien     | 20,83    |
| 6     | Sebastian Ernst      | Deutschland    | 21,04    |
| 7     | Paul Hession         | Irland         | 21,09    |
| 8     | Alessandro Cavallaro | Italien        | 21,19    |

## Finale
10. August 2006, 20:45 Uhr
Wind: +1,6 m/s
| Platz | Name              | Nation         | Zeit (s) |
| ----- | ----------------- | -------------- | -------- |
| 1     | Francis Obikwelu  | Portugal       | 20,01 NR |
| 2     | Johan Wissman     | Schweden       | 20,38 NR |
| 3     | Marlon Devonish   | Großbritannien | 20,54    |
| 4     | Kristof Beyens    | Belgien        | 20,57    |
| 5     | Iwan Tjoplych     | Russland       | 20,76    |
| 6     | Eddy De Lépine    | Frankreich     | 20,77    |
| 7     | David Alerte      | Frankreich     | 20,93    |
| 8     | Anastasios Gousis | Griechenland   | 20,94    |

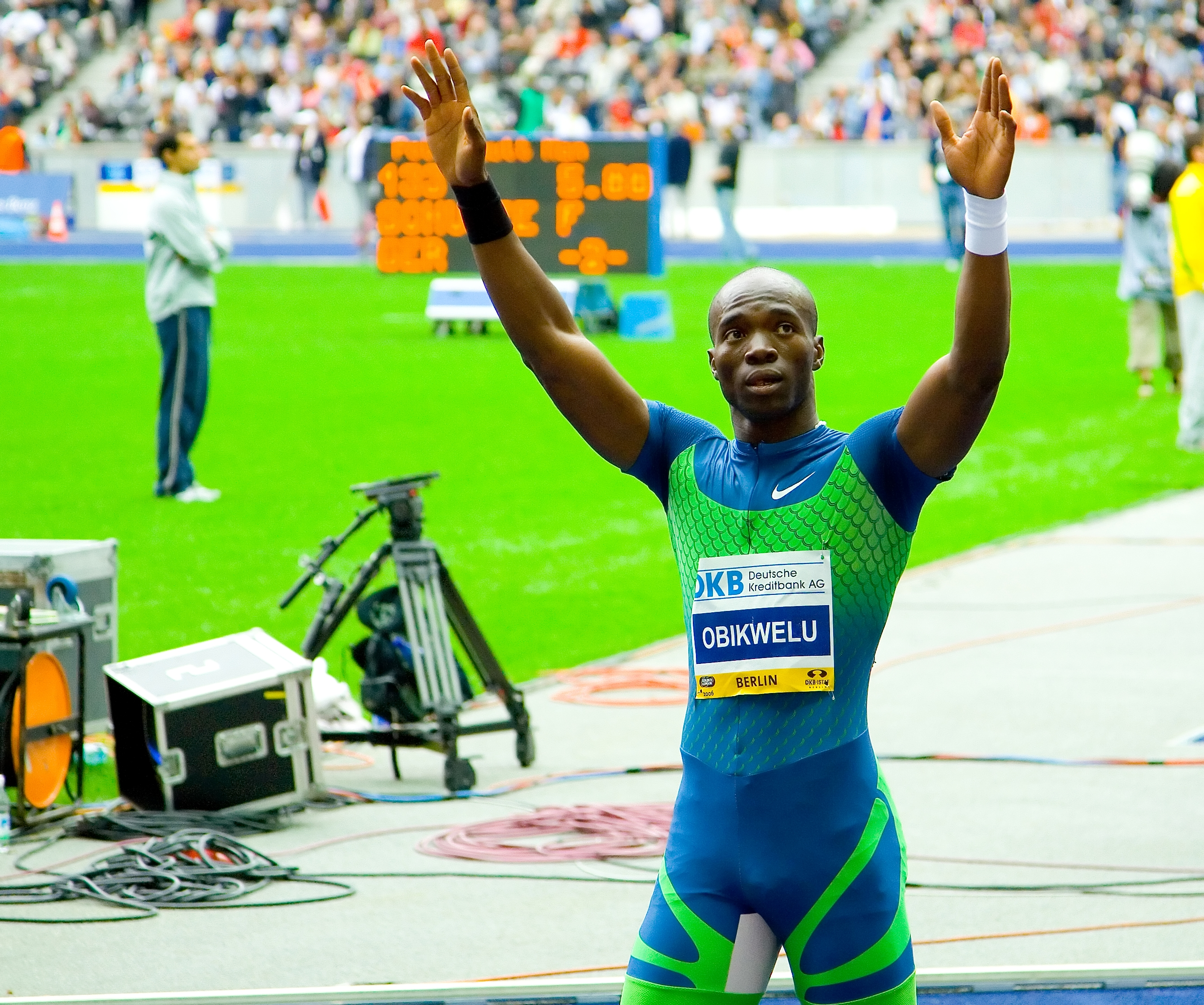
Francis Obikwelu, Doppeleuropameister über 100 und 200 Meter

Francis Obikwelu war der erste Sprinter seit 28 Jahren, der sowohl über 100 als auch über 200 Meter Europameister werden konnte. Letztmals war dies Pietro Mennea 1978 in Prag gelungen. Während der Schwede Johan Wissman vor heimischem Publikum über sich hinauswuchs und zweimal den Landesrekord verbesserte, gelang Marlon Devonish die Wiederholung seines dritten Platzes von 2002.

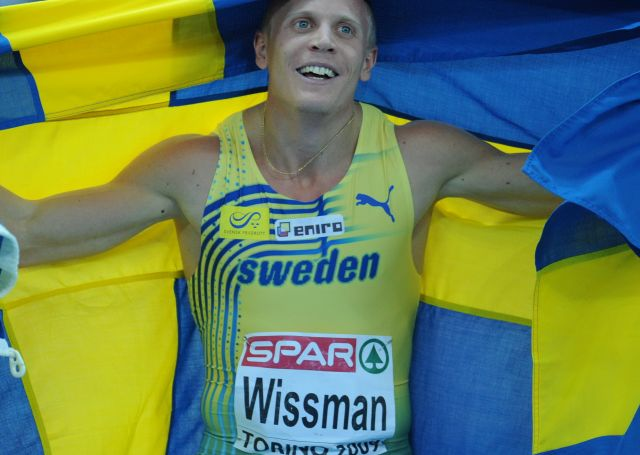
Vizeeuropameister Johan Wissman
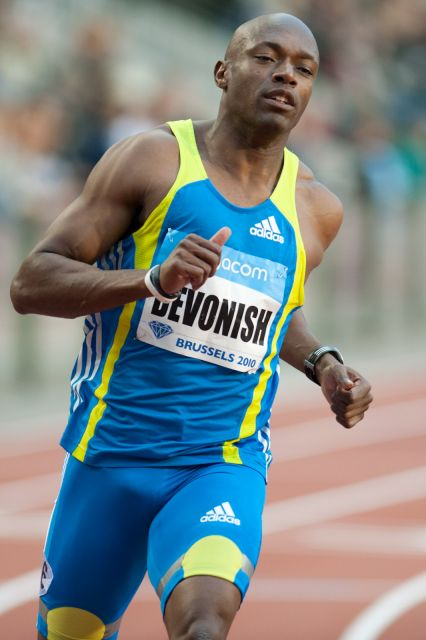
Marlon Devonish errang wie vier Jahre zuvor die Bronzemedaille
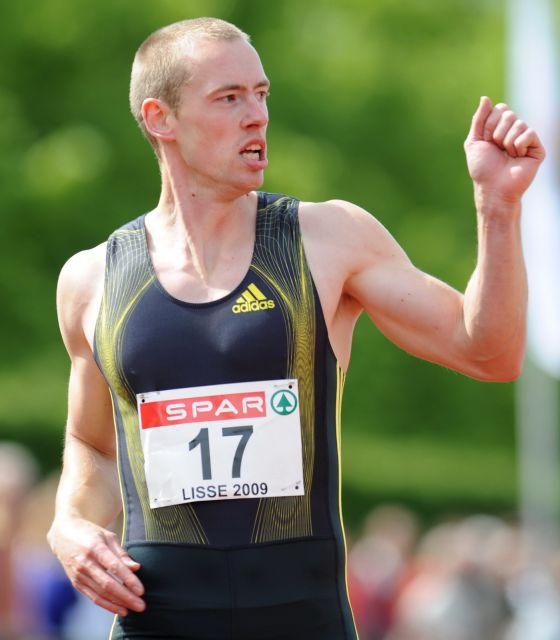
Mit nur drei Hundertstelsekunden Rückstand auf den Bronzeplatz wurde Kristof Beyens Vierter

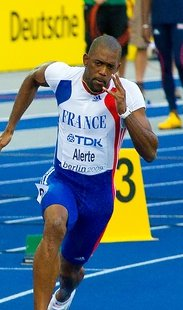
David Alerte belegte Rang sieben
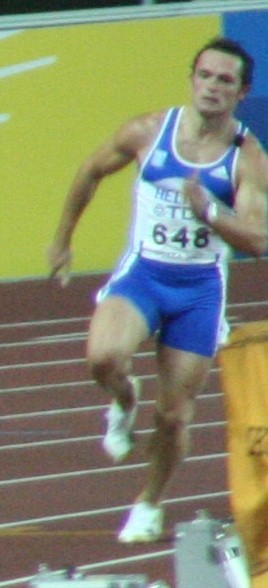
Anastasios Gousis wurde Achter in diesem Finale

## Videolink
- european championship m200 2006, youtube.com, abgerufen am 26. Januar 2023
- 2006 European Championships Men's 200m, youtube.com, abgerufen am 26. Januar 2023